# Lilith (cantante italiana)
Rita Oberti, meglio nota con lo pseudonimo di Lilith (Bologna, 31 gennaio 1965), è una cantante italiana.
È stata la cantante del gruppo Not Moving, dei Lilith and the Sinnersaints oltre che solista con il nome d'arte Lilith. È attualmente la cantante della band reunion Not Moving LTD.

## Storia

### 1982-1989: Gli esordi nei Not Moving

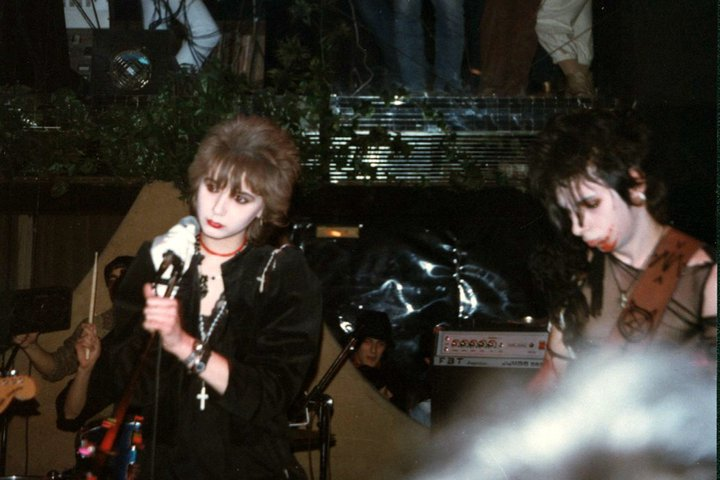
Lilith a Pavia con i Not Moving, 1982

La nascita musicale con il nome d'arte di Lilith è datata 1981 con l'esordio su un palco con i Not Moving (una delle band più rappresentative del rock and roll italiano degli anni ottanta del XX secolo), con i quali condivide otto anni di intensa attività concertistica e discografica.
Due 45 giri, due EP, due LP, numerose partecipazioni a compilations e poi centinaia di concerti in Italia e mezza Europa, passaggi radiofonici e televisivi alla RAI, alla BBC, in Germania, supportando anche band come Clash, Johnny Thunders, The Celibate Rifles, suonando a fianco dei più importanti gruppi italiani dell'epoca, dai Litfiba ai CCCP. Recensioni dei suoi dischi apparirono su testate come NME e Maximum Rock n Roll (a firma di Jello Biafra, leader dei Dead Kennedys,  aperto sostenitore dei Not Moving, al pari di Dave Grohl di Nirvana e Foo Fighters).

### 1988-1999: La carriera solista

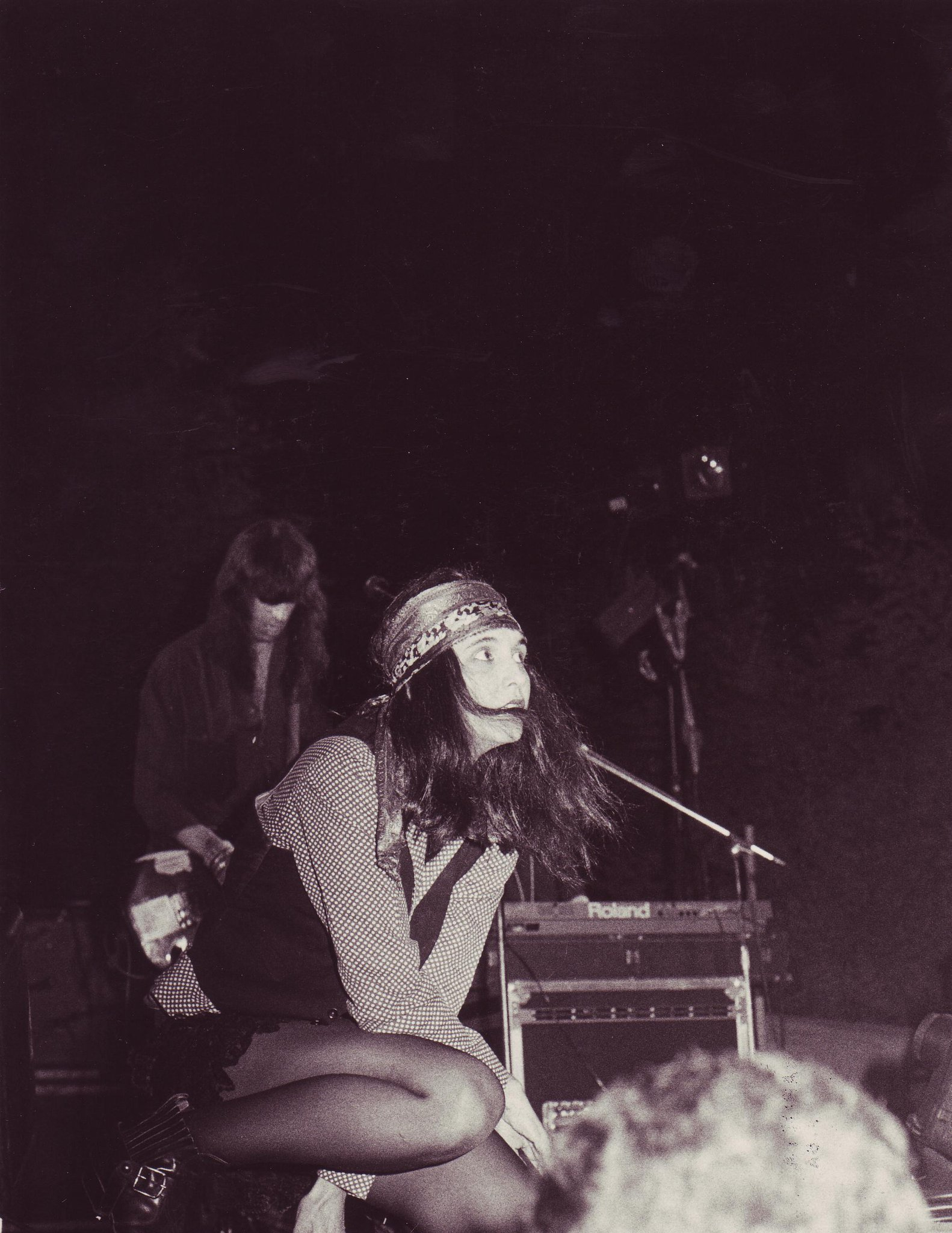
Lilith sul palco con i Not Moving (1988)

Nel 1988 Rita Lilith Oberti assieme ad Antonio Bacciocchi e Luigi Milani lasciano i Not Moving per formare la band Time Pills, con cui realizzano il 7" omonimo per la Face Records nel 1989, prima che la stessa Lilith avvii la carriera solista con l'EP Hello I love me (Face Records, 1990) che segna il passaggio dalle furiose atmosfere elettriche a suoni più acustici e blues.
Seguiranno due album, ...Lady Sings Love Songs.. At the Party! (Face Records, 1992) in cui inizia una ricerca sul suo dialetto di Centenaro, unito a musica non solamente folk, e poi Stracci (Face Records, 1996) in cui affida l'introduzione alle parole di Roberto Roversi (già collaboratore di Lucio Dalla) e del poeta Claudio Galuzzi, (autore dei testi di Le voci di sud est, di cui viene realizzato il videoclip), un EP e diversi 45 giri (stampati anche in altri paesi europei) tra blues, punk, rock e folk e una lunga serie di concerti in ogni regione d'Italia, in Germania, Svizzera e Belgio, supportando tra gli altri musicisti come Elliott Murphy e Tav Falco.

### 2005-2018: Lilith and the Sinnersaints ed altre collaborazioni
Terminata l'esperienza solista, dopo una lunga pausa nel 2005 torna sui palchi per una breve reunion dei Not Moving che si chiude nel 2006 a Milano a fianco di Stooges e Damned, mentre entra in studio per produrre il nuovo album The Black Lady and the Sinnersaints con la nuova formazione Lilith and the Sinnersaints. L'album, uscito agli inizi del 2008, vede la collaborazione di Santo Niente, Giovanni Ferrario, Julie's Haircut, L'Enfance Rouge, Temponauts, Tav Falco, Dome La Muerte (ex Not Moving), Maurizio Curadi (Steeplejack), Lady Casanova (Diggers), Paolo Apollo Negri, Peluqueria Hernandez oltre che dei Sinnersaints Tony Face Bacciocchi, Luigi Betty Blue Milani, Cristiano Cassi, Massimo Vercesi. L'album viene promosso con una serie di concerti culminati in luglio al Metarock festival di Pisa con Siouxsie e Cristina Donà e da recensioni positive da parte della critica musicale. Esce nell'autunno 2009 l'EP antologico L’angelu nassuu dall’etra pert, cantato interamente nel dialetto di Centenaro (provincia di Piacenza). Nel 2012 un nuovo album, A kind of blues, porta avanti un discorso personale e originale, di nuovo ricco di collaborazioni.
È stato preceduto dal singolo "I need somebody" ed è stato promosso con una serie di concerti culminati in luglio al Metarock festival di Pisa con Siouxsie e Cristina Donà e da recensioni positive da parte della critica musicale. Uscito nell'autunno 2009 l'EP antologico L’angelu nassuu dall’etra pert, cantato interamente nel dialetto di Centenaro (provincia di Piacenza).
Nella primavera 2010 ha partecipato allo spettacolo "Transformed" a Carpi (MO) a fianco di Julie's Haircut, Angela Baraldi, Violante Placido e altri.
Dopo la pubblicazione del singolo La notte (rifacimento di un classico anni 60 di Adamo) e dell'EP Stereo Blues vol.1. Punk Collection (2013) con quattro classici punk ripresi nel suo classico stile, nel 2015 esce l'album Revoluce, una storia articolata in 12 brani che sottolinea frammenti di rivoluzione interiore, composto interamente da brani autografi con riferimenti teatrali e cinematografici, seguito dal tour che da Milano a Cagliari, ha toccato numerose città italiane. Nell'album è contenuto il brano Nero (di cui viene anche realizzato un video), che fa parte della colonna sonora della serie tv Nero: La serie. Nel 2016 il brano vince i Rome Web Awards come miglior canzone originale.

### 2018-in poi: Not Moving LTD
Dal 2018 è tornata sul palco con i Not Moving LTD con cui pubblica anche il 45 giri Lady Wine.
Peculiarità di Lilith è la capacità di collaborare vocalmente a progetti spesso artisticamente lontani tra loro. Oltre a varie esperienze teatrali con il gruppo Fluxus ha cantato con Giancarlo Onorato in due brani dell'album Io sono l'angelo (1998), con Cesare Basile in Tu prendi l'amore che vuoi e non chiederlo più (2015) e in La vostra misera cambiale (con cui partecipa alla serata finale del Premio Tenco), con Michele Gazich in La via del sale (2016) e in Storia dell'uomo che vendette la sua ombra (finalista al Premio Tenco e caratterizzato da un suggestivo video), con i Cobalto nel rifacimento di Atmosphere dei Joy Division (2018) e nella compilation Her dem amade me (2020), dedicata a Lorenzo Orsetti, con il brano Don Durito e l'Orso.
Il 2022 si apre con il nuovo album dei Not Moving LTD Love Beat per Area Pirata.
Nel 2023 vince il Premio Ciampi alla carriera con i Not Moving LTD.
Nel 2024 è una delle otto voci femminili del concept album Streghe di Fabio Meini dove canta il brano Sul mio corpo, sul diritto all'aborto. Sempre nel 2024 partecipa alla compilation Lievi Favole dedicata a Gavino Canu con il brano (Forse) A vent'anni insieme a Cesare Basile e Francesca Pizzo Scuto e nel brano The bad days are gone dei Golden Birdies.

## Discografia

### Solista
Album in studio
- 1990 - Hello I love me
- 1992 - Lady sings love songs
- 1995 - Guerra
- 1998 - Stracci

Singoli ed EP
- 1991 - Tombstone blues / Venus in furs
- 1993 - Everything / Bluesin' me
- 1993 - Little Louise"/"Bourballad

### Con i Not Moving
Album in studio
- 1986 – Sinnermen
- 1988 – Flash on You
- 1995 – Homecomings
- 2005 – Live in 80's
- 2011 – Light/Dark: Singles And Eps, 1982-1987

EP
- 1982 – Strange Dolls
- 1983 – Movin' Over
- 1985 – Black'n'Wild
- 1987 – Jesus Loves his Children
- 2003 – Land of Nothing

DVD
- 2021 – Live In The Eighties

### Con Lilith and the Sinnersaints
Album
- 2008 - The black lady and the Sinnersaints
- 2012 - A Kind Of Blues
- 2007 - I need somebody
- 2015 - Revoluce

Singoli ed EP
- 2008 - Mumbo Jumbo Talking Blues
- 2009 - L’Angelu nassuu dall’etra pert
- 2013 - Stereo Blues Vol.1 - Punk Collection

### Con i Not Moving LTD
- 2019 - Lady Wine (7", Area Pirata)
- 2022 - Love Beat LP/CD (Area Pirata)